# Louis Henri de Fontenay
Louis Henri de Fontenay, ook Ludovicus Henricus de Fontenaij, (Amsterdam, 15 mei 1800 – Parijs?, tussen 1853 en 1864) was een Nederlandse schilder, tekenaar en lithograaf.

## Leven en werk
De Fontenay was een zoon van Anthonius Augustinus de Fontenay en Maria Borgman. Volgens Immerzeel was zijn vader een Frans edelman en militair, die zijn land tijdens de Franse Revolutie had ontvlucht. Hij trouwde met Thérèse la Vielle en Constance Egenberger.
De Fontenay was een leerling van de tekenschool van de Maatschappij tot Nut van 't Algemeen in Amsterdam en van Jacob Smies. Hij schilderde en tekende historische stukken, interieurs en portretten. Na een geslaagde opdracht voor een portret van koning Willem I werd hij in 1824 aangesteld als hofschilder van miniatuurportretten. Ten tijde van de Belgische Opstand nam hij vrijwillig dienst in het leger, waar hij sergeant-majoor was van de Haagse schutterij.
De schilder woonde en werkte in Amsterdam, met een onderbreking van enkele jaren in Den Haag (1822-1828). Hij nam tussen 1818 en 1840 deel aan diverse tentoonstellingen in beide steden. Hij was lid van de Amsterdamse tak van de in 1841 opgerichte Vereenigde Commissiën tot oprigting van een standbeeld voor Rembrandt, die verantwoordelijk was voor de totstandkoming van het Rembrandtmonument.  De Fontenay gaf les aan onder anderen zijn zwager Johannes Hinderikus Egenberger, Bernardus Theodorus van Loo, Johan Heinrich Neuman en Henriëtta Christina Temminck.
De Fontenay vertrok in 1850 naar Parijs. In 1853 bood hij keizer Napoleon III een miniatuurportret aan van diens vader, de Hollandse koning Lodewijk Napoleon. De Fontenay is in of voor 1864 overleden.

## Werken

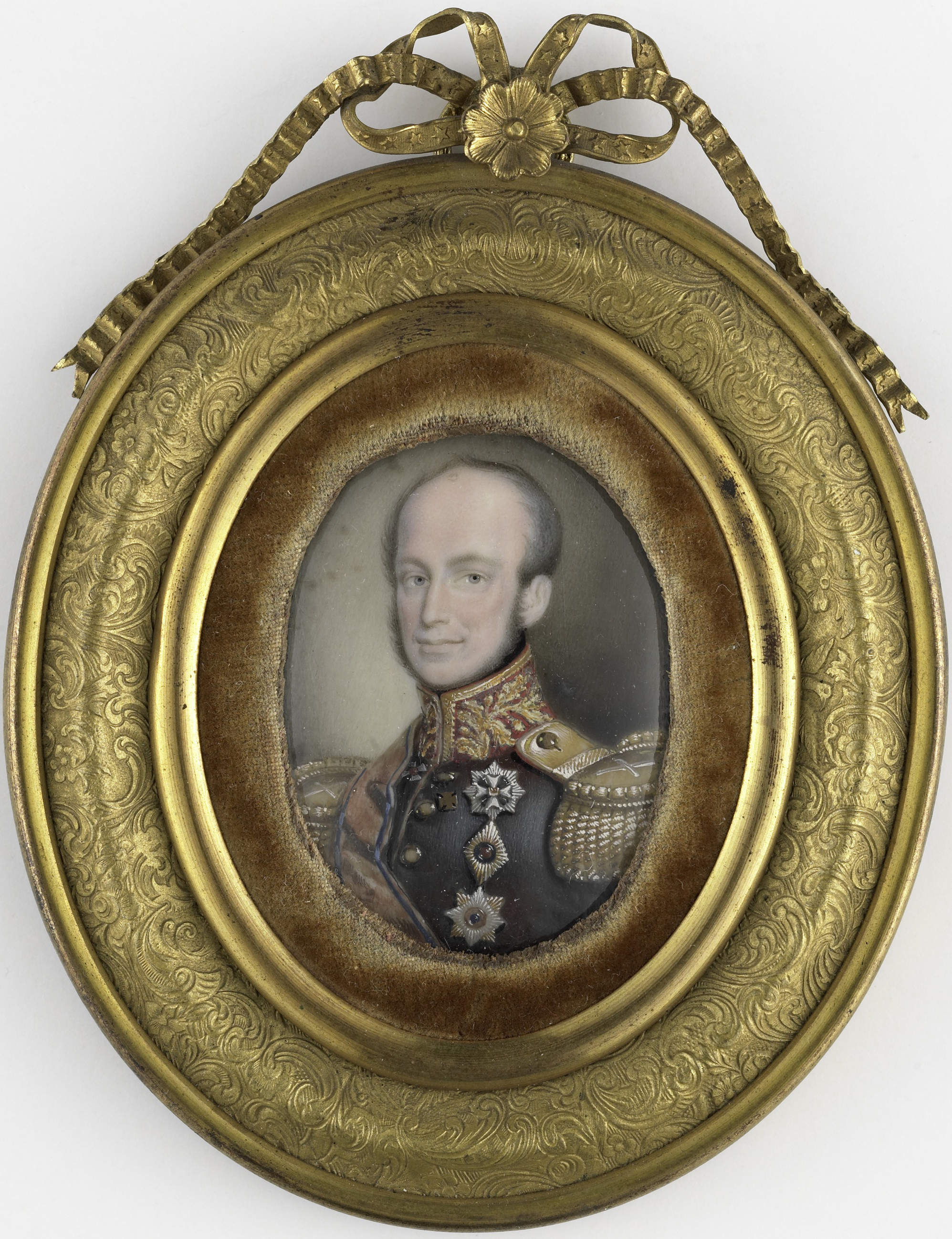
Miniatuurportret van Willem II, toegeschreven aan De Fontenay
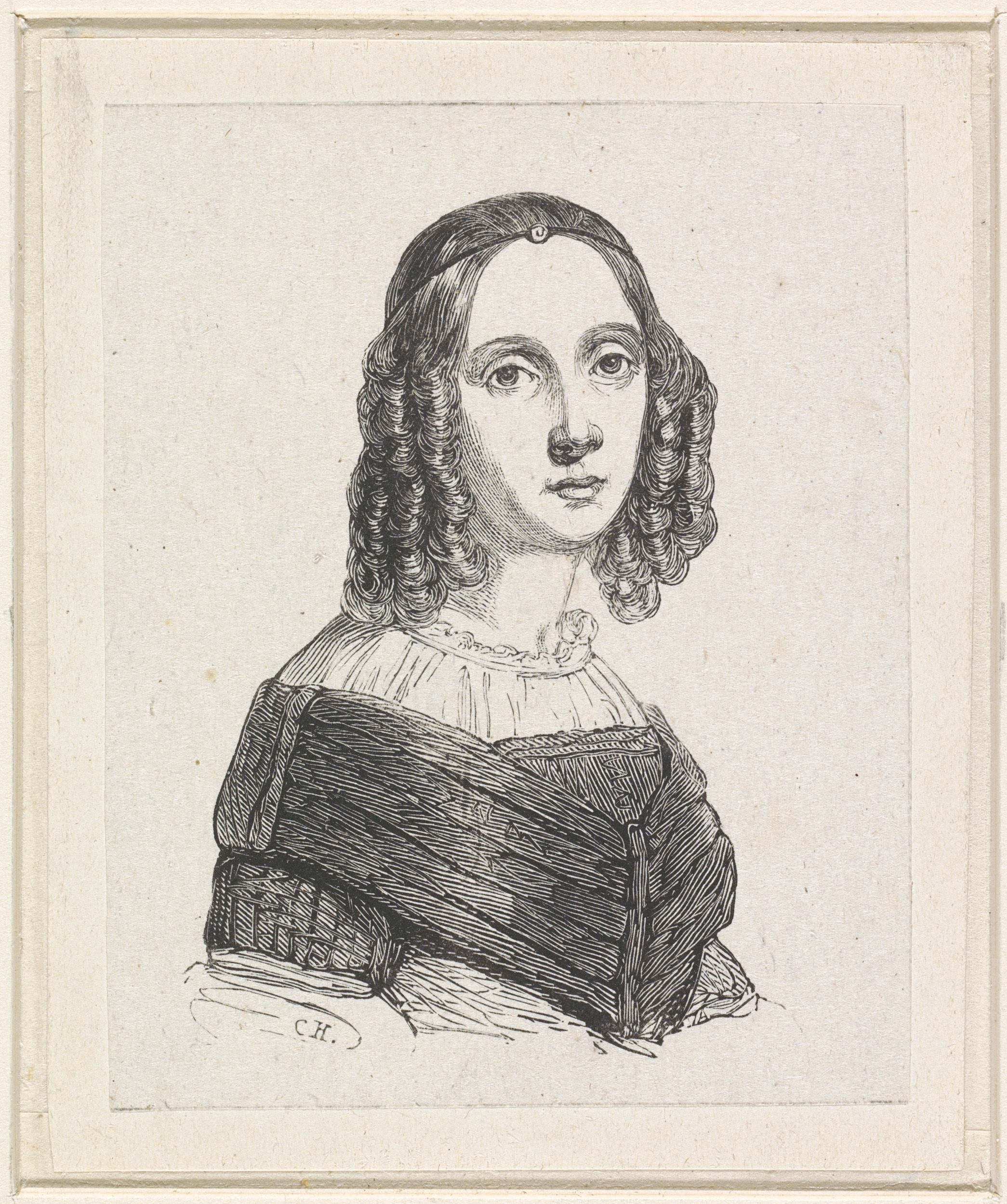
Portret van Elisabeth Haanen, naar een tekening van De Fontenay

- Biografisch Portaal: 25025909
- RKD-Nederlands Instituut voor Kunstgeschiedenis: 28559
- Union List of Artist Names: 500077095
- Virtual International Authority File: 96228315